# フランシス・ベーコン (芸術家)
フランシス・ベーコン（Francis Bacon、1909年10月28日 - 1992年4月28日）は、アイルランド生まれのイギリス人画家。抽象絵画が全盛となった第二次世界大戦後の美術界において、具象絵画にこだわり続けた。20世紀最も重要な画家の一人とされ、現代美術に多大な影響を与えた。
作品は大部分が激しくデフォルメされ、歪められ、あるいは大きな口を開けて叫ぶ奇怪な人間像であり、人間存在の根本にある不安を描き出したものと言われている。大きな口を開けて叫ぶ姿は、口を開けた状態の歯がたくさん載った写真集（歯医者向けのものと思われる）や、映画 『戦艦ポチョムキン』 の中で、銃で額を撃たれて叫ぶ老女の姿を参照している。

## 来歴
1909年、グレートブリテンおよびアイルランド連合王国（現アイルランド）のダブリンに生まれた。父方の家系はニコラス・ベーコン（準男爵、下院議員。哲学者フランシス・ベーコンの異母兄）の直系の子孫であるとされている。父親のエドワードはボーア戦争に従軍した退役軍人で、競走馬の訓練士であった。小児喘息の持病があったベーコンは正規の学校教育を受けず、個人授業を受けていた。17歳の時、自宅で母の下着を身に着けていた所を父親に見つかり勘当された。
美術の専門教育は受けなかったが、1926年頃から水彩や素描を描き始めた。1927年から1928年までベルリン及びパリに滞在し、1929年からはロンドンで家具設計、室内装飾などの仕事を始めた。油絵を始めるのもこの頃である。ベーコンはゲイであったと言われ、当時のイギリスではLGBTへの偏見が強い中、ゲイである事を公表していた。
1934年、ロンドンのサンダーランド・ハウスで初の個展を行う。しかし、その後ベーコンは1930年代から1940年代の自作の大部分を破棄してしまった。
1944年から創作を再開し、1945年にはロンドンのルフェーヴル・ギャラリーで『キリスト磔刑図のための3つの習作』を発表している。
1949年には「頭部」シリーズの制作を始め、ロンドンのハノーヴァー画廊で個展を開いている。1950年からロイヤル・カレッジ・オブ・アートで後進の指導にもあたった。1954年にはヴェネツィア・ビエンナーレのイギリス館で展示しており、この頃から評価が定着する。
制作にあたっては、著名な過去の作品をモチーフにすることも多く、ベラスケスの 『教皇インノケンティウス10世の肖像』や、映画『戦艦ポチョムキン』 を元にして激しく変形した作品（映画『戦艦ポチョムキン』の中の保母のための習作）が知られる。
1978年、自らのアトリエとしたロンドン市内の雑居ビル一室で絵を描いていたところ、建物の下を車で通りかかったバリー・ジュールと知り合う。以降、彼とは親友であったと言われる。ベーコンは絵画を制作中に誰一人としてアトリエに足を踏み入れる事を許さなかったと言われるが、唯一、ジュールだけはそれを許された。やがてジョンはベーコンのアトリエの鍵を預かるまでになったという。
ゲイだったベーコンは生涯で5人の恋人と出会い、全て男だったがいずれも結婚には至らなかった。最後の恋人は1988年に出会ったスペイン人のホセ・カペッロと言う男だった。ゲイだったベーコンはホセに恋をし付き合い始めたが、すぐにホセから別れを切り出され破局、程なくホセはスペインへと帰国した。その後、どうしてもホセを諦めきれなかったベーコンは彼とのヨリを戻す為、1992年4月18日にホセに会いにスペインへ飛び立った。この際に、チェルシー空港まで車で送ったのが親友のバリー・ジュールであり、この日の朝、ベーコンと朝食を共にした後、ベーコンから自分の作品をすぐに車に積むよう言われたという。ジュールはそれを車に積んでどうしろと言うのかと尋ねたが、どうすべきか君は分かっている筈だと言われたと後に証言している。この時に車に積んだ作品集が、世に言うバリー・ジュール・コレクションである。ジュールはこれについて、「それはいつか彼がそれを返す様に頼まない限り私が持ち続けるという暗号でした」と語っているが、会ったのはこの日が最後となってしまった。
ジュールの車に乗ってロンドン市内をドライブした後、彼に別れを告げ、その日のうちにチェルシー空港からスペインへ飛び立ったベーコンだったが、10日後の1992年4月28日、スペインのマドリード市内の路上で心臓発作により倒れている所を発見されそのまま死去したと言われる。ホセと会えたのかは分かっていない。

## 映像化
ベーコンの半生は、1998年に『愛の悪魔/フランシス・ベイコンの歪んだ肖像』 として映画化された。